# José María Figaredo
José María Figaredo Álvarez-Sala (Gijón, 26 de septiembre de 1988) es un abogado y político español. Es diputado por Asturias del Grupo Parlamentario de Vox en el Congreso de los Diputados desde 2019 (XIII, XIV y XV legislaturas). Fue presidente de Vox Asturias desde enero de 2023 al 27 de mayo de 2025.

## Biografía
José María Figaredo nació en Gijón en 1988, y estudió en el Colegio San Ignacio de Oviedo antes de trasladarse a Madrid, donde residió en el Colegio Mayor Universitario Elías Ahúja, y estudió en la Universidad Pontificia Comillas, licenciándose en Derecho en 2011 y en Administración y dirección de empresas en 2012. En 2011 realizó el sexto curso de Derecho en la Universidad Estatal de Carolina del Norte con un programa de intercambio de estudiantes. 
Forma parte del departamento de procesal y arbitraje del bufete González-Bueno & Asociados. Es miembro del Club Español de Arbitraje. Es nieto del empresario minero José María Figaredo Selay sobrino de Rodrigo Rato.
Entró en política tras la fundación de Vox en 2013, incorporándose a esta formación política en Asturias, donde ejerce de secretario general. En las elecciones generales de abril de 2019, figuró como cabeza de lista de Vox en la circunscripción de Asturias y fue elegido diputado. En el Congreso de los Diputados, es miembro de la Diputación Permanente, de la Comisión de Justicia y de la Comisión de Economía y Empresa. Habiendo sido portavoz del Comité de Finanzas y del Comité de Presupuesto. En las siguientes elecciones generales de noviembre de 2019 también fue elegido diputado en el Congreso de los Diputados. El 12 de enero de 2023, el Comité Ejecutivo Nacional de Vox lo nombra presidente de Vox Asturias tras la dimisión de Ignacio Blanco. En las elecciones municipales de 2023 fue incluido de manera anecdótica en las listas electorales de Vox para el Ayuntamiento de Gijón.
Fue el cabeza de lista de Vox en las elecciones generales de julio de 2023 por la circunscripción de Asturias. Tras obtener el 12.48% de los votos consiguió revalidar su escaño en la XV Legislatura.
En el Congreso, ha abanderado las propuestas de su partido para acabar con los objetivos de reducción de emisiones y de generación y consumo de energía renovable fijados por la Ley de cambio climático, así como para derogar las prohibiciones de explorar y explotar hidrocarburos y minas de uranio en España. También se ha referido a las políticas contra el calentamiento global como guiadas por «la ideología y el fanatismo» y las ha calificado de «religión climática».
El 27 de mayo de 2025 fue relevado de la presidencia de Vox Asturias por Carolina López Fernández